# Краснянка (річка)
Красня́нка — річка в Україні, у межах Тиврівського район Вінницької області. Права притока Південного Бугу (басейн Чорного моря).

## Опис
Довжина річки 30,5 км, площа басейну 415 км². Заплава у верхів'ї заболочена, частково осушена; нижче річка тече серед крутих, подекуди урвистих берегів. Ширина заплави до 500 м. Річище звивисте, розгалужене, у верхів'ї каналізоване. Похил річки 1,9 м/км. Споруджено кілька ставків. 

## Розташування
Краснянка бере початок з заболоченої балки на північний захід від села Строїнців. Тече на південний схід і (частково) схід. Впадає до Південного Бугу в селі Рогізна. 
Основні притоки: Вулижка (права),
 Рогізна (ліва).